# Dhandal
Dhandal is een plaats in het district Doda van het Indiase unieterritorium Jammu en Kasjmir.

## Demografie
Volgens de volkstelling uit 2011 heeft Dhandal een populatie van 7.906, waarvan 4.197 mannen en 3.709 vrouwen. Onder hen waren 1.609 kinderen met een leeftijd tussen de 0 en 6 jaar. De plaats had in 2011 een alfabetiseringsgraad van 55,41%. Onder mannen was dit 70,42% en onder vrouwen 37,89%.